# 筒井茂也
筒井 茂也（つつい しげや、1891年（明治24年）12月1日 - 没年不明）は、大正から昭和時代の公吏。東京市芝区長、浅草区長、京橋区長、神田区長。

## 経歴
筒井濱十郎の三男として長野県に生まれる。旧制松本中学（現・長野県松本深志高等学校）、旧制第三高等学校を経て、1917年（大正6年）に東京帝国大学法科大学を卒業し、住友銀行を経て、東京市に奉職する。同市主事、社会局職業課長、同庶務課長を経て、1935年（昭和10年）芝区長に就任。1937年（昭和12年）浅草区長に転じ、1939年（昭和14年）6月、京橋区長となった。1943年（昭和18年）7月、神田区長に就任した。
1944年（昭和19年）に退官。戦後、公職追放となった。
のち長島建設会長、三信製作所監査役に就任した。

## 親族
- 弟 筒井直久（松本市長）